# Tu be-Av
El Tu be-Av (hebreu: טו באב, el dia quinze del mes d'Av) és una festivitat jueva, es considera la festa de l'amor (en hebreu: חג אהבה, Hag Ahava), és un bon dia per celebrar casaments, noces, compromisos, i per demanar matrimoni, és el dia dels enamorats a l'Estat d'Israel, de manera molt semblant al Dia de Sant Valentí en altres països.

## Importància històrica
Segons la Mixnà, el Tu be-Av era una festivitat alegre en els dies del Temple de Jerusalem, ja que marcava el començament de la collita del raïm, en aquesta data, les noies solteres de Jerusalem, vestides de blanc, anaven a ballar a les vinyes (Taanit 4:8), la Mixnà diu que els dies més feliços per als jueus eren les festes de Tu be-Av i el dia de Yom Kippur.
Diverses raons per celebrar la festivitat de Tu be-Av són citats pels comentaristes del Talmud babilònic:
Mentre que els jueus vagaren al desert durant quaranta anys, les òrfenes sense germans només podien casar-se dins de la seva tribu, per evitar que les terres que havien heretat els seus pares a la Terra d'Israel passesin a altres tribus. El quinze d'Av de l'any quaranta, aquesta prohibició es va aixecar.
Els que van estar vivint al desert durant quaranta anys, i tenien prohibit entrar al país de Canaan, jà que havien comès el pecat del vedell d'or, quan va arribar el dia quinze del mes d'Av, llavors van saber que Adonai els havia perdonat, i que podien entrar a la Terra Promesa.
A la tribu de Benjamí se li va permetre casar-se amb les altres tribus després de l'incident de la concubina de Guibà (Jutges 19-21).
Les nits, tradicionalment el temps ideal per a estudi de la Torà, s'allarguen de nou després del solstici d'estiu, el que permet un estudi més llarg.